# 漢考克縣 (伊利諾伊州)
漢考克縣（英語：Hancock County）是位於美国伊利诺伊州西部的一個縣，西隔密西西比河與艾奥瓦州和密蘇里州相望，面積2,110平方公里。根據2020年美國人口普查，共有人口17,620人。縣治迦太基。該縣成立於1825年1月23日，縣名紀念《美國獨立宣言》首位簽署人约翰·汉考克。